# Sulfitsprit
Sulfitsprit, auch als Laugenbranntwein bezeichnet, ist ein Nebenprodukt der Zellstoffproduktion nach dem Sulfitverfahren.

## Durchführung
Die beim Sulfitverfahren anfallende Schwarzlauge enthält noch Monosaccharide in einer Konzentration von etwa 2 bis 2,5 %. Diese Zucker können aus der Schwarzlauge extrahiert und zu Ethanol fermentiert werden. Der Prozess der Gewinnung von Sulfitsprit hat seinen Ursprung in Schweden. Die ersten Anlagen wurden in Köpmanholmen und Skutskär Bruk im Jahr 1909 gebaut. Das Sulfitverfahren war zu dieser Zeit dominierend und Fabriken zur Herstellung von Sulfitsprit wurden in der Nähe der Sulfitverfahrensanlagen gebaut.
Die Schwarzlauge wurde früher oft direkt als Abfall in die Gewässer gepumpt. Die Abfallbelastung wurde durch die Sulfitspritanlagen etwas verringert, da ein Teil des organischen Materials in Form von Ethanol abgezogen wurde. Die Fabriken wurden allerdings mit der Verbreitung des Sulfatverfahrens geschlossen, da dieses zum einen zu Papier besserer Qualität, zum anderen zu einem höheren Ertrag aus Holz führte, allerdings keine vergärbaren Zucker als Nebenprodukt abwarf. Sulfitsprit enthält oft viele Verunreinigungen, so dass er nur als Brennstoff und nicht zum Verzehr verwendet wird.